# Ártándi lelet
Az ártándi lelet a Hajdú-Bihar vármegyei Ártánd község határában, 1953-ban előkerült sírlelet az i. e. 6. század közepéről. A sír egy szkíta harcos maradványait és a vele eltemetett kincseket tartalmazta. A feltárás során megtalálták fegyverzete darabjait (páncélinget, fokost, lándzsát, pajzsdudort), számos aranyékszert (diadémot, két karperecet, aranygyöngyöket), és egy bronz hüdriát, jellegzetes kígyó és kacsafej díszítéssel. A hüdria az első Magyarországon fellelt görög archaikus lelet, amely Spártában készült i. e. 590–570 körül.